# Paul Dzeruvs
Paul Dzeruvs, vollständiger Name Paul Michael Dzeruvs Sosa, (* 1. November 1988 in Montevideo) ist ein uruguayischer Fußballspieler.

## Karriere
Der 1,78 Meter große Mittelfeld- bzw. Offensivakteur Dzeruvs stand ab der Apertura 2009 im Kader der Rampla Juniors. Dort bestritt er in den Spielzeiten 2009/10, 2010/11 und 2011/12 insgesamt 58 Spiele in der Primera División und schoss dabei vier Tore (2009/10: 12 Spiele (1 Tor); 2010/11: 25 (0); 2011/12: 21 (3)). Im Februar 2013 wechselte er auf Leihbasis zum chilenischen Klub Everton de Viña del Mar. In der Primera División kam er in jenem Jahr zu vier Einsätzen (kein Tor). In der Saison 2013/14 spielte er dann wieder für die Rampla Juniors, lief in 23 Begegnungen der Segunda División auf und erzielte einen Treffer. Am Saisonende feierten die Montevideaner den Wiederaufstieg in die Primera División. In der Spielzeit 2014/15 wurde er in 24 Erstligaspielen (fünf Tore) eingesetzt. Im September 2015 schloss er sich dem Zweitligisten Deportivo Maldonado. Für diesen absolvierte er in der Spielzeit 2015/16 17 Ligaspiele und schoss ein Tor.